# 미국당 (1969년)
미국당(영어: American Party of the United States)은 1969년에 설립된 미국의 보수주의 정당이다.